# Anne Siberdinus de Blécourt
Anne Siberdinus de Blécourt (Appingedam, 4 oktober 1873 - Den Haag, 8 november 1940) was een Nederlands rechtsgeleerde die zich toelegde op de rechtsgeschiedenis. Hij was als hoogleraar verbonden aan de Rijksuniversiteit Leiden.

## Leven en werk
A.S. de Blécourt werd geboren in Appingedam als zoon van notaris Lucas Wildervanck de Blécourt (1827-1891) en Wilhelmina Tresling (1836-1912). Zijn middelbareschooltijd bracht hij door op het Gymnasium in Nijmegen, waar hij in 1892 slaagde voor zijn eindexamen. Datzelfde jaar begon hij aan een studie rechten aan de Rijksuniversiteit Groningen, waar hij in 1897 promoveerde op stellingen. Na zijn promotie ging hij aan de slag als advocaat en volontair bij het Rijksarchief Groningen, maar in juli 1898 verruilde hij deze functie voor die van adjunct-archivaris bij het gemeentearchief in Rotterdam. In 1901 maakte hij de overstap naar de griffie van de provincie Noord-Holland in Haarlem, waar hij in 1902 trouwde met Willemina Helena Roijaards (1870-1966). Zij kregen twee zonen en een dochter. Hij werkte in Haarlem tot 1903 en daarna bij de rechtbank Zutphen, tot 1907 als substituut-griffier en tot 1911 als rechter. Daarna vervulde hij deze functie tot 1914 bij de rechtbank Utrecht en tot 1917 in Den Haag.
In 1917 volgde de benoeming tot hoogleraar Oudvaderlands recht aan de universiteit van Leiden. Op 27 juni 1917 sprak hij de inaugurele rede Het belang van het Oud-Vaderlandsch Recht voor dezen tijd uit. Van 1925 tot 1933 behoorde ook de inleiding tot de rechtsgeleerdheid tot zijn leeropdracht. In 1918 richtte hij het Tijdschrift voor Rechtsgeschiedenis op, waarvan hij tot 1935 redacteur was. Verder was hij in 1928 een van de oprichters van het Rechtshistorisch Instituut Leiden, waarvan hij enige tijd bestuurslid is geweest. Gedurende zijn periode als hoogleraar bracht hij werken uit als Beklemrecht en Stadsmeierrecht (1920), Kort begrip van het oud-vaderlandsch burgerlijk recht (1922), Oldambt en Ommelanden en Het Kort Begrip (vijftiende druk 1939). Gedurende het studiejaar 1935-1936 was hij rector magnificus; in deze functie sprak hij de diesrede Het historisch en juridische bewijs uit. In 1936 werd hij geëerd met een eredoctoraat van de Parijse Sorbonne en ook benoemd tot Ridder in de Orde van de Nederlandse Leeuw.
Op 1 oktober 1939 ging hij met emeritaat. Niet lang daarna overleed A.S. de Blécourt op 8 november 1940 in Den Haag.

## Andere activiteiten
In 1901 publiceerde De Blécourt zijn enige literaire poging Fivelgoër Landleven, verhalende schetsen uit de landstreek van zijn jeugd, die diverse malen werden herdrukt, het laatst in 1979.
In 1916 en 1930 publiceerde hij in drie banden de Genealogie der familie de Blécourt. De eerst verschenen band uit 1916 betrof de "Bijlagen" bij de genealogie, bestaande uit uittreksels uit originele akten betreffende de genealogie, die volgens het voorwoord later zou verschijnen. Uiteindelijk verscheen de genealogie veertien jaar later, samen met de derde band: een supplement op de bijlagen.

## Publicaties (selectie)
- Fivelgoër Landleven. Groningen 1901
- De Ambachten in Rijnland, Delfland en Schieland. Haarlem 1902
- De organisatie der Gemeenten gedurende de jaren 1795-1851. Haarlem 1903
- Het Stadsmeierrecht in de Groninger Veenkoloniën. Groningen 1907
- Rechtsbronnen van Zierikzee. Den Haag 1908 (met W. Bezemer)
- Ambacht en Gemeente; de regeering van een Hollandsch dorp gedurende de 17e, 18e en 19e eeuw. Zutphen 1912
- Het belang van het oud-vaderlandsch recht voor dezen tijd. Groningen 1917
- Klein plakkaatboek van Nederland, verzameling van ordonnantiën en plakkaten betreffende regeeringsvorm, kerk en rechtspraak (14e eeuw tot 1749). Groningen 1919 (met N. Japikse)
- Beklemrecht en Stadsmeierrecht. Groningen 1920, 2
- Kort Begrip van het oud-vaderlandsch Burgerlijk Recht. Groningen 1922, 1924, 1932; 1932, 1939, 1950, 1959, 1967
- De vischrechten op de Lek en het vischrecht in de binnenwateren van Lekkerkerk, alsmede over non-usus van dit laatste. Leiden 1926
- De juridische Leeskamers te Leiden. Groningen 1928
- Supplement op de bijlagen van de Genealogie der familie de Blécourt. Haarlem 1930
- Pro Excolendo en Rechtsgeschiedenis. Groningen 1937